# Ljuset håller mig sällskap
Ljuset håller mig sällskap (Light keeps me company) är en dansk-norsk-brittisk-svensk-tysk dokumentärfilm från 2000. 

## Handling
En dokumentär om Sven Nykvist.

## Om filmen
Filmen hade världspremiär vid Göteborgs filmfestival den 5 februari 2000. Den är barntillåten.
Manus översatt från svenska till engelska av Cicelle Bragd, numera Setterström, våren 1998.

## Medverkande
- Erland Josephson
- Susan Sarandon
- Stellan Skarsgård
- Gena Rowlands
- Richard Attenborough
- Liv Ullmann
- Melanie Griffith
- Woody Allen
- Ingmar Bergman
- Vilmos Zsigmond
- Vittorio Storaro
- Sigfrid Södergren
- Bibi Andersson
- Per Lönndahl
- Gunnel Lindblom
- Tomas Bolme
- Harriet Andersson
- Giuseppe Rotunno
- Roman Polanski
- Jan Troell
- Pernilla August
- László Kovács
- Jean Doumanian
- Lars-Olof Wahlund
- Birgitta Nykvist
- Gösta Nykvist
- Nils Nykvist
- familjen Åberg
- Rolf Sondell
- Doris Sondell
- Sonia Nykvist
- Marilde Nykvist
- Sven Nykvist
- Mia Farrow
- Julia Roberts
- Max von Sydow
- Sonia Nykvist
- Marilde Nykvist
- Rikard Wolff - berättare
- Melinda Kinnaman - berättare

## Musik i filmen
- Faroe Island av Mynta
- M'Bira av Mynta
- Song for Jens av Mynta
- Yellow Fellow av Mynta
- Svens tema av Gudrun Nykvist, Kasper Lindgren, Peter Hennix och Ann Blom